# Dialetto cairese
Il dialetto cairese è un sotto-variante del dialetto alto monferrino, della lingua piemontese , di transizione al ligure, parlato nel comune di Cairo Montenotte, che si trova in val Bormida, in provincia di Savona in Liguria. 

## Caratteristiche
Tratti piemontesi:
- Indebolimento e/o apocope delle vocali:

1. atone finali nei parossitoni, tranne [a] (es. fòrt "forte").
2. atone pretoniche (es .[peˈt͡ʃit] [pəˈt͡ʃit] [pt͡ʃit]) “piccolo”.
3. postoniche nei proparossitoni. es. sélr [ʃelr] "sedano"; piemontese séler, genovese séllòu.

- La prostesi vocalica, che viene causata dal fenomeno precedente: l’apocope delle vocali provoca la creazione di gruppi consonantici difficili da pronunciare, per agevolare la pronuncia avviene la prostesi di vocali d’appoggio; es. [ʋeˈʒɪŋ]>[ʋˈʒɪŋ]>[ʊˈʒɪŋ]>[ɑʊ̯ˈʒɪŋ] “vicino”; [məˈsʊɹiɐ]>[mˈsʊɹiɐ]>[amˈsʊɹiɐ] “falcetto”, [bæŋ vny]> [bæn‿əvˈny] “benvenuto”.

- Il suffisso -are dei verbi di prima coniugazione del latino, e il suffisso àrium/àriam ha avuto l'esito piemontese [e], al contrario del ligure che ha avuto [ä]/[ɒ] (moriné [mʊɹiˈne], piem. moliné, gen.  [mui̯ˈna]"mugnaio").

- Il nesso [lj] si evolve in [ʎ] e poi in [j] come in piemontese (e ligure occidentale), e non come in genovese in cui si trasforma in [d͡ʒ], ([ɒi̯] in cairese, torinese [ɑi̯], genovese [ˈädʒʊ]; “aglio”)
- In ligure e piemontese le occlusive sorde intervocaliche ([p], [t], [k]) vengono sonorizzate ([b], [d], [g]) e successivamente cadono. In genovese fa eccezione [g] intervocalica che si conserva, mentre in piemontese cade; il cairese segue quest'ultimo (cairese e alto monferrino in generale [ʃi.ˈwe], torinese [sy.ˈwe], genovese [ʃy.ˈgɑ]; “asciugare”).
- I nessi [kl] e [tl] in corpo di parola si sono evoluti in [d͡ʒ], tratto che si allontana dal piemontese standard e dal vicino dialetto langarolo, e accomuna il cairese al resto del Piemonte orientale (Monferrino, Biellese, Vercellese, Valsesiano) e al ligure. In questo caso tuttavia non si tratta di un'influenza genovese, ma come per il resto del Piemonte orientale, lombarda[4].
- I nessi latini [kt] e [gd] si evolvono in [jt] e [jd] e poi si palatizzano in [t͡ʃ], e [d͡ʒ]. L'ultimo tratto è condiviso con i dialetti del Piemontese orientale e con il lombardo, ma non da torinese e genovese che hanno invece la forma intermedia [jt] e [jd]. In cairese tuttavia sono presenti casi in cui non si presenta l'ultima evoluzione e si ha per esempio: làit [lɒi̯t] per "latte", [fɒ] “fatto” (in alcune frazioni del comune vengono però usate le forme [lɒt͡ʃ] e [fɒt͡ʃ] per "latte" e "fatto")[5].
- Il cairese ha per la prima persona plurale dei verbi il suffisso piemontese -oma, mentre il ligure ha -emo ed -imo.
- Per la terza persona plurale ha invece -[ʊ(ŋ)] come in piemontese, mentre il ligure ha -[aŋ]. Es. [ˈsmʊnʊ(ŋ)] cairese e torinese, genovese [ˈeʒitaŋ] “offrono”.
- Ripristino di [d] intervocalica un tempo caduta, per influenza dell'italiano. Questo fenomeno un tempo lombardo, è stato assorbito dalla koinè torinese ed è arrivato per influenza di questo anche in gran parte del restante Piemonte. Questo fenomeno è sostanzialmente assente in ligure, mentre in cairese è presente, anche se con minor frequenza del torinese.
- Come pronome clitico dativo di terza persona il cairese utilizza i derivato da ILLE, mentre il ligure ghe deriva dall'avverbio locativo HIC.
- Come in piemontese, il pronome clitico locativo i, mentre il genovese ha anche in questo caso ghe.
- Per la prima persona singolare dei verbi sapere e avere è usata la forma [ø] e [sø], tipici monferrini, mentre il ligure ha [ɔ].
- Il pronome personale di terza persona singolare è il tipo piemontese Chèl e Chila, derivati dalla locuzione latina ECCU HILLE. Ligure ha le, che discende da ILLE.
- La negazione è preverbale e post-verbale (come in piemontese antico), o solo post verbale (come in piemontese moderno). Nel ligure è invece pre-verbale.
- Il ligure come gran parte del nord Italia usa l'articolo determinativo con i nomi propri. Cairese e piemontese invece no.
- Gli articoli determinativi maschili [ɛɹ] ed [ʊ], tipici monferrini. Il secondo, simile al tipico articolo determinativo ligure [u], non deriva dall'afaresi di [l] come in genovese, ma dalla vocalizzazione di [l] come accade in monferrino[6], (es. [ɛl]> [ɛɬ]> [ɛʊ] > [aʊ] > [ʊ]).
- La desinenza -a della prima e della terza persona singolare del imperfetto congiuntivo: (es: caires. cantèissa, piem. cantèissa, lig. cantesse)

Tratti liguri:
- Tratto appariscente del cairese è la conservazione delle antiche consonanti gallo-italiche [ʃ] e [ʒ], sviluppati rispettivamente da KS, PSJ, e da SJ; tratto tipico del ligure e dei vicini dialetti piemontesi (monferrino, langarolo, e monregalese). Il piemontese standard ha invece le affricate non palatizzate [s̠] e [z̠], che sono una fase successiva.
- Indebolimento di l e r, (tratto ligure condiviso anche da alto monferrino, langarolo, monregalese, e astigiano).

- Palatizzazione dei nessi latini [pl], [bl] ed [fl] a [tʃ], [d͡ʒ] e [t͡ʃ]. Sono presenti alcuni lessemi privi di palatalizzazione, probabilmente mutuati dal piemontese (es. fiòca "neve") mentre ci sono alcune vocaboli non affetti dal fenomeno che sono presenti anche in ligure: come cobia, "coppia" piaxéi, "piacere". Per indicare la parola "fiume", nonostante il vocabolo preposto sia solitamente bornia (derivato dal nome del fiume che bagna Cairo), sono attestati sia scium che la forma non ligure fium[7].
- In cairese, i sostantivi originariamente neutri del latino, si presentano maschili al singolare e femminili al plurale, come in ligure e in alcuni dialetti alti monferrini[8]. In piemontese sono maschili sia al singolare che al plurale: (es. cair. singolare: er bratz, plurale: er bratze; genovese: o brasso, plurale: e brasse; dialetto monf. singolare: o brass, plurale: ij brass o anche el brasse[8]) "il braccio, le braccia".
- Come avverbio locativo di vicinanza è usato il ligure chi "qui" derivato dalla forma latina ECCO HIC, mentre il piemontese usa la forma "sì" che deriva da ECCE HIC. Se derivasse dalla forma piemontese, la forma cairese dovrebbe avere la forma piemontese antica di sì, ovvero tsì, usata nella vicina alta langa[9].
- Come marca dei plurali maschili il cairese ha -i a fine parola, mentre in piemontese i nomi maschili al plurale sono uguali al singolare (cairese: l'articiòc, pl. j'articiòchi; piemontese l'articiòc, pl. j'articiòc)[4].
- La sillaba AL del latino davanti a consonante dentale o palatale passa ad [ɑɫ] e poi ad [ɑw], come in piemontese e genovese antico, successivamente come in genovese e nei dialetti piemontesi sud orientali la semivocale [w] in [ɑw] cade, ([ɑt] "alto" in cairese, [ätu] in genovese, piemontese standard [ɑwt][10].

Tratti peculiari:
- La velarizzazione e l'arrotondamento di [ä] tonica a [ɒ] (es. mare [mɒ'ɹe] "madre"), presente in Piemonte sud-orientale e in Liguria occidentale. Essendo comune sia a parte del ligure che del piemontese non è un tratto caratteristico ne di una ne dell'altra lingua.
- I sostantivi di genere femminile con suffisso -[änä], si sono evoluti in -[ai̯na], es. lana > [ˈlai̯na]; “lana”, septimana > [sˈmai̯.na], “settimana”.
- La depalatizzazione di [d͡ʒ] a [d͡z] davanti a [e] ed [i], tratto tipico gallo-italico, andata perduto in gran parte del Piemonte occidentale, ma conservato in oriente (come nei vicini alto monferrino e alto langarolo) e in ligure: cairese e alto langarolo [dzle], alto monferrino, biellese e vercellese [z̠le], genovese [zjɑ], “gelare”.[4][11]

### Confronto lessicale[12]
| Italiano  | Cairese          | Alto Monferrino  | Langarolo   | Piemontese | Lig.occidentale | Genovese         |
| --------- | ---------------- | ---------------- | ----------- | ---------- | --------------- | ---------------- |
| aratro    | aversàu          | aversàu          | tzilòira    | slòira     | aràu            | aròu             |
| fratello  | frel             | fradé/frel       | frel        | frel       | frai            | fræ              |
| moglie    | fomra/mojé       | mojé             | fomra       | fomna      | moglié          | moggê            |
| zia       | magna            | magna/lèlla/nèna | magna       | magna      | lalla, tanta    | lalla            |
| bambino   | masnà/matòt      | masnà/matòt      | masnà/matòt | masnà/cit  | matetto         | figgeu/masccetto |
| solamente | smache           | smachi/anmachi   | mach        | mach       | nomà            | solo             |
| nipote    | n(v)od           | n(v)od           | n(v)od      | novod      | nevo            | nevo             |
| tacchino  | bibin            | bibin/biro       | biro        | pito       | bibin           | bibin            |
| ammalato  | maràvi/maràd     | maràvi           | maràvi      | malàve     | màrodo          | maròtto/ mouto   |
| mungere   | lacé             | lacé             | lacé        | monze      | alaità          | alleità          |
| imbuto    | torteireu        | tortreu/ambossor | ambotor     | ambossor   | tortaireu       | tortaieu         |
| cieco     | òrb              | òrb              | bòrgn       | bòrgno     | òrbo            | òrbo             |
| spillo    | poncèireu/avogia | avogia           | avoja       | avoja      | pontaireu       | pontaieu         |

## Fonetica
Il dialetto cairese con il resto dei dialetti della Val Bormida è caratterizzato da diversi fenomeni:
- Apocope:
  - delle vocali finali diverse da a.
  - delle vocali atone.

- Sviluppo di vocali prostetiche: amsoria [amsuri̯a]).
- La u lunga del latino si evolve in [y].
- Evoluzione di o breve latina in [ø].
- Sviluppo del dittongo discendente [æj] a partire da E
- Palatizzazione (limitata) di a tonica in e.
- lenizione delle consonanti occlusive e sibilanti tra vocali, fino alla loro caduta.
- Degeminazione consonantica.
- Palatalizzazione e poi assibilazione di [k] e [g] davanti a [e] ed [i]; [ʦɛjna]
- Palatalizzazione di cl e gl latini a ch e j
- Palatalizzazione di [kt] e [gd] a [jt] e [jd], e ulteriore passaggio a [t͡ʃ] e [d͡ʒ].
- Nasalizzazione di [n] a fine sillaba.
- Velarizzazione e arrotondamento di [a] ad [ɒ].
- Sviluppo di [i] da [y] protonica.
- Indebolimento di [l] e [r] tra vocali.
- Palatalizzazione spinta di [pl], [bl], [fl].

### Vocali
|              | Anteriori       | Anteriori    | Centrali | Posteriori      | Posteriori  |
|              | non arrotondate | arrontondate | Centrali | non arrotondate | arrotondate |
| ------------ | --------------- | ------------ | -------- | --------------- | ----------- |
| Chiuse       | i               | y            |          |                 |             |
| Quasi chiusa |                 |              |          |                 | ʊ           |
| Semi chiuse  | e               | ø            | ə        |                 | o           |
| Semi aperte  | (ɛ)             |              |          |                 |             |
| Quasi aperte | æ               |              | (ɐ)      |                 | (ɔ)         |
| Aperte       |                 |              | ä        | (ɑ)             | ɒ           |

### Consonanti
La consonante [ŋ] in cairese è meno frequente che in torinese e genovese; [ŋ] è presente a fine parola dopo una vocale oppure davanti a [k] e [g]. Genovese e torinese hanno anche [ŋ] a inizio parola e tra vocali. Non si sa bene se nel "vero" cairese (di inizio novecento) [ŋ] fosse presente in quest'ultima posizione. Nelle vicine Langhe e Monferrato esiste la serie [ŋn] tra vocali, fase precedente della [ŋ] tra vocali di Torinese e genovese. A Cairo tra le persone nate a inizio '900 alcune usavano questa, altre la forma più arcaica senza nasalizzazione di [n]. Nelle poesie del poeta cairese Ettore Zunino è attestata la forma nasale, tuttavia potrebbe essere dovuto all'influenza di altri dialetti. Nella prima attestazione di uno scritto in cairese: il saggio sui dialetti gallo-italici del Biondelli, compaiono le forme cascinna e putane, la differente ortografia suggerisce che la pronuncia fosse nella prima [ŋn], e [n] nella seconda.

## Giorni della settimana
| Cairese          | Monferrino       | Ligure   | Piemontese |
| ---------------- | ---------------- | -------- | ---------- |
| Lunesdì          | Lunesdé          | Lunesdì  | Lùnes      |
| Martesdì         | Matërsdé         | Mâtesdì  | Màrtes     |
| Mercoldì         | Mercoldé         | Mâcordì  | Mèrcol     |
| Zòggia           | Zèubia/zògia     | Zéuggia  | Giòbia     |
| Venerdì          | Venardé          | Venardì  | Vënner     |
| Sabo             | Sabadé           | Sàbbo    | Saba       |
| Dominica/domegna | Dominica/domegna | Domenega | Dominica   |

## Verbi[19]

### Verbi regolari
- prima coniugazione in -é:
- seconda coniugazione in -i:
- terza coniugazione in -èj
- terza coniugazione in "ì":

### Presente indicativo
| Infinito | Infinito | Infinito |
| -------- | -------- | -------- |
| Vardé    | Perde    | Partì    |

| I coniugazione | II coniugazione | III coniugazione |
| -------------- | --------------- | ---------------- |
| vard-          | perd-           | part             |
| vard-i         | perd-i          | part-i           |
| vard-a         | perd-           | part-            |
| vard-oma       | perd-oma        | part-oma         |
| vard-i         | perd-i          | part-i           |
| vard-o         | perd-o          | part-o           |

### Imperfetto indicativo
| I coniugazione | II coniugazione | III coniugazione |
| -------------- | --------------- | ---------------- |
| vardav-a       | perdiv-a        | partiv-a         |
| vardav-i       | perdiv-i        | partiv-i         |
| vardav-a       | perdiv-a        | partiv-a         |
| vardav-mo      | perdiv-mo       | partiv-mo        |
| vardav-i       | perdiv-i        | partiv-i         |
| vardav-o       | perdiv-o        | partiv-o         |

### Presente congiuntivo
| I coniugazione | II coniugazione | III coniugazione |
| -------------- | --------------- | ---------------- |
| vard-a         | perd-a          | part-a           |
| vard-i         | perd-i          | part-i           |
| vard-a         | perd-a          | part-a           |
| vard-mo        | perd-mo         | part-mo          |
| vard-i         | perd-i          | part-i           |
| vard-o         | perd-o          | part-o           |

### Imperfetto congiuntivo e Condizionale
I due tempi sono diventati identici quando è caduta la r nel condizionale ancora attestata nel Biondelli. Nei vicini comuni langaroli di Gottasecca e Cortemilia viene usata ancora la forma con r, mentre nei comuni valbormidesi liguri vicini a Cairo come Piana Crixia coestistono la forma sia con r che senza.
| I coniugazione | II coniugazione | III coniugazione |
| -------------- | --------------- | ---------------- |
| vard-èissa     | perd-issa       | part-issa        |
| vard-èissi     | perd-issa       | part-issa        |
| vard-èissa     | perd-issa       | part-issa        |
| vard-èismo     | perd-ismo       | part-ismo        |
| vard-èissi     | perd-issi       | part-issi        |
| vard-èisso     | perd-isso       | part-isso        |

### Futuro
| I coniugazione | II coniugazione | III coniugazione |
| -------------- | --------------- | ---------------- |
| vardr-eu       | perdr-eu        | part-eu          |
| vardr-ai       | perdr-ai        | partr-ai         |
| vardr-à        | perdr-à         | partr-à          |
| vardr-oma      | perdr-oma       | partr-oma        |
| vardr-èi       | perdr-èi        | partr-èi         |
| vardr-an       | perdr-an        | partr-an         |

### Verbi irregolari
| Vorèj      | Avèj | Porèj  |
| ---------- | ---- | ------ |
| veuj       | eu   | peuss  |
| veuri/veui | ai   | peui   |
| veu        | a    | peu    |
| voroma     | oma  | poroma |
| vorèj      | avèj | porèj  |
| veuro      | han  | peuro  |